# 海老原まよい
海老原 まよい（えびはら まよい、1995年3月9日 - 、女性、本名は非公表）は、日本の大阪府出身のフードファイター、YouTuber。KNOCK所属。愛称のえびまよは芸名に変わる自身のブランドでもある。他の愛称にまよちゃんなど。

## 略歴
もともと海老のマヨネーズ和え（エビマヨ）が好きで、東京・上野にある晴々飯店のエビマヨをきっかけに自身を「えびまよ」と名乗るようになる。
小さい頃から毎食二人前ほど食べていて中学生くらいの頃にはよく食べる子であったが、いわゆる大食いのきっかけは当時住んでいた家の近所にあった二郎系ラーメン店の店員さんの「女の子は（大盛り）食べれないから並盛りにしなよ」の一言から。同店では並盛りが300gにもかかわらず、だんだんと食べる量が増え、茹で前2kgを食べられるようになった。好きなものはネギとラーメン。苦手なものは豆とお米。憧れの大食い選手はMax鈴木。
高校では和菓子が好きという理由で茶道部に入部。和菓子のためなら「（苦手な）静かにしてるの頑張れた。」という。前職はイルカトレーナーで小学2年生の時に沖縄の美ら海水族館のイルカショーを見たのがきっかけ。
2020年10月2日にテレビ東京系で放送された 「大食い女王決定戦2020 爆食スター誕生！新人戦」に出場する。決勝では蒙古タンメン中本の「蒙古タンメン」を60分で15杯完食しての優勝。大食い女王の称号と優勝賞金100万円を獲得しフードファイターとして脚光を浴びる。また、優勝したことにより「今後はフードファイターとして頑張ろう！」と意識変化があったとコメントしている。
2020年2月8日 最初のエピソード配信。

## 人物
各地の美味しいものを調べることを趣味と公言しており、好き嫌いがほぼ無い。早寝が特技であると自認している。
マネージャーは弟の平沢 そうた（名前の表記は不明）が務めている。

## YouTube登録者数
- 2021年6月6日 100,000人[11]
- 2021年8月24日 200,000人[12]
- 2021年12月31日 300,000人[13]
- 2022年5月10日 400,000人[14]
- 2022年10月1日 500,000人[15]
- 2025年7月21日 1,000,000人

## 出演

### テレビ
- 大食い女王決定戦 2020 爆食スター誕生！新人戦 （2020年10月2日、テレビ東京）
- デカ盛りハンター （2020年11月6日、テレビ東京） [16]
- 内村のツボる動画（2020年12月15日、テレビ東京）[17]
- 人を見た目で判断するな！（2021年3月23日、関西テレビ）[18]
- 世界！ニッポン行きたい人応援団（2021年4月5日、テレビ東京）[19]
- それSnow Manにやらせて下さい（2021年5月30日、TBSテレビ）[20]
- よるのブランチ（2021年5月19日、TBSテレビ）[21]、5月19日[22]
- 最強大食い女王決定戦 2021 （2021年7月23日、テレビ東京） [23]

#### YouTube
- 【早食い】水溜りボンドに挑戦！果たしてフードファイター2人のガチ早食いで新記録は出るのか...？！ （2020年10月2日、侍イーティング SAMURAI EATING）[24]
- 【焼肉大食い】男４人がかりで令和最強の新女王をぶっ潰す！（2022年8月8日、エガちゃんねる）[25]
- 【地獄のお会計】大食い女王３人に牛宮城食べ放題をご馳走した（2023年1月6日、エガちゃんねる）[26]
- 【ハンバーグ大食い】男４人がかりで、令和の大食い女王えびまよにリベンジ！（2023年6月30日、エガちゃんねる）[27]
- 【しゃぶしゃぶ大食い】新メンバーを加えた最強編成で、令和の大食い女王えびまよにリベンンジ！（2024年7月29日、エガちゃんねる）[28]